# Гарсия Ренесес, Айто
Алехандро Гарсия Ренесес (исп. Alejandro García Reneses, род. 20 декабря 1946, Мадрид, Испания) — испанский профессиональный баскетболист и тренер.

## Биография
Айто Гарсия Ренесес сперва играл, а затем был тренером в испанской «Барселоне» и ряде других испанских клубов.
На Олимпийских играх 2008 был главным тренером сборной Испании.
С 2017 по 2021 год работал в Германии в клубе «Альба».

## Достижения
- Чемпион Еврокубка: 2008
- Чемпион Испании (9): 1987, 1988, 1989, 1990, 1995, 1996, 1997, 1999, 2001
- Чемпион Германии: 2020
- Обладатель Кубка Испании (5): 1987, 1988, 1994, 2001, 2008
- Обладатель Кубка Германии: 2020